# Коул, Стивен (писатель)
Стивен Коул (род. 1971) (иногда публикующийся под псевдонимом Тара Саммс) — популярный британский автор книг в жанре научной фантастики и детских книг.
Он был ответственным за мерчандайзинг BBC с 1997 по 1999 год, решая, какие истории должны быть выпущены в продажу. Также он являлся редактором книжных серий «Прошлые приключения Доктора» и «Приключения Восьмого Доктора». Для последней он утвердил публикацию «Инородных тел» Лоуренса Майлза.

## Ранняя жизнь и карьера
Коул родился в 1971 году и вырос в Бедфордшире. Он учился в Университете Восточной Англии в 1989—1992 годах, где изучал английскую литературу и киноведение и получил степень бакалавра искусств с отличием. После недолгой работы на местном радио BBC Radio Bedfordshire стал младшим ассистентом в журнале BBC Children’s Magazines в 1993 году. К 1996 году был групповым редактором дошкольных журналов, управляя командой и следя за выпуском различных журналов и специальных изданий. Летом 1996 написал свои первые детские книги Автомобили на Марсе, Инопланетные Олимпиады, Школа на Сатурне и Противные марсиане.
Двумя этажами выше коллегой Коула по BBC Children’s Books был Нуала Баффини, и они часто встречались во время обеда и собраний. Любопытство Коула было задето, когда он узнал, что BBC Books возвращают себе права на публикацию фантастики про Доктора Кто на волне успеха фильма «Доктор Кто» в 1996 и что Баффини будет запускать новые серии Eighth Doctor Adventures и Past Doctor Adventures, когда наберется необходимый персонал. Баффини вскоре завалили новыми романами, и участие Коула в серии началось с их чтения. Когда было объявлено о должности редактора проектов для отдела научной фантастики, Коул, будучи всю жизнь фанатом Доктора, подал заявление и получил разрешение.
Баффини поручила ему первые шесть книг для серии Eighth Doctor Adventures, хотя одна из них — Наследие Далеков (Legacy of the Daleks) — издана позже в серии, с тем, чтобы истории про Далеков были опубликованы одна за другой. Это означает, что первый роман, над которым работал Коул, был фактически опубликован шестым, Инородные тела Лоуренса Милса. Коул также редактировал сборники рассказов BBC Короткие Путешествия, для которых он начал писать под псевдонимами Тара Саммс и Пол Грайс (Paul Grice). С тех пор он публиковал другие работы под этими псевдонимами, в том числе повесть о Докторе Кто Потрёпанные (2003), которая вошла в опубликованную Telos Publishing Ltd серию. Он также написал несколько рассказов и аудиопьес для Big Finish Productions. Ключ к истинной идентичности Самма можно найти в разделе «Об авторе» в конце Потрёпанные, в котором страдающая бессонницей собака автора описывается загадочной фразой: «he slept once» — анаграмма от «Stephen Cole».
В дополнение к книгам ему также поручили и сокращения историй для включения различных книг о Докторе Кто и избранных ТВ-историй для выпуска для домашнего видео.

## Дальнейшая жизнь
Разрываясь между надсмотром и редактированием 22-х романов в год, выпуском публицистических работ, аудиокниг и видео, Коул перешел в детское отделение, чтобы стать специальным редактором-консультантом по аудитории в 1999 году, где вводил в эксплуатацию и писал детские книги, связанные с такими сериями как Walking With Dinosaurs и Microsoap. Он сохранил ответственность за некоторые из романов о Докторе Кто на внештатной основе, прежде чем передать их на попечение автору-редактору Джастину Ричардсу.
Оставив BBC Worldwide в октябре 1999 года, Коул переехал, чтобы стать главным редактором для Ladybird Books. Но, продолжая писать для ТВ и кино-вырезок, ему не хватало вовлеченности с фантастикой. После работы в качестве старшего редактора в Simon and Schuster Children’s Books он стал внештатным сотрудником в 2002 году, редактируя меньше книг с тем, чтобы писать больше своих. Первой оригинальной работой Коула была трилогия под названием Верлинг, изданная Bloomsbury. Он продолжил работу над трилогией приключений криминального подростка-гения Джона Виша и его друзей (также издана как Код ацтеков и Родословная шифров). Он также является автором ещё нескольких произведений о Докторе Кто, в том числе четырёх из новой серии.

## Работы

### Подростковая фантастика

#### Трилогия Верлинг
- Верлинг: Раненый, 2003
- Верлинг 2: Жертва, 2004
- Верлинг 3: Воскрешение, 2004

### Доктор Ктороманы
- Приключения Восьмого Доктора (BBC)
- Параллель 59
- Клетка-прародитель
- Вечный
- На убой
- Приключения Прошлых Докторов (BBC)
- Тень в стакане (с Джастином Ричардсом)
- Десять маленьких пришельцев
- Романы от Telos
- Потрёпанные
- Приключения для Новых Серий (BBC)
- Романы
- Монстры внутри
- Праздник утопления
- Искусство уничтожения
- Жало зайгонов
- Аудиокниги
- Кольцо стали

## Работы, опубликованныеBig Finish

### Бернис Саммерфилдроманы
- Боги подземного мира (Бернис Саммерфилд)

### Доктор Кторелизы
- Земля мертвых (Пятый Доктор) (1999)
- Элемент Апокалипсиса (Шестой Доктор) (2001)
- Червятник (Шестой Доктор) (2004)
- История Фитца (Восьмой Доктор) часть Компания друзей (2008)
- Шепчущий Лес (Пятый Доктор) (2010)
- Поцелуй смерти (Пятый Доктор) (2011)
- Маскарад (Пятый Доктор) (2014)

### Другие релизы
- Чумные стада Экселиса (Бернис Саммерфилд, Ирис Уайлдтайм)
- Реликвии Джегг-Сау (Бернис Саммерфилд)
- Танец мертвых (Бернис Саммерфилд)
- Галлифрей: Круги своя (Галлифрей)
- Галлифрей: Дух (Галлифрей)
- Галлифрей: Переломы (Галлифрей)
- Дьявол в Мисс Уайлдтайм (Ирис Уайлдтайм)